# Игра в альтернативной реальности
Alternate Reality Games (игры в альтернативной реальности, иногда: игры, изменяющие реальность) — интерактивное повествование с игровыми элементами, использующее в качестве платформы реальный мир.

## Основные принципы
Один из основных принципов ARG — TINAG (от англ. This is not a game — «Это не игра»). Этот принцип предполагает, чтобы игра не вела себя как игра: например, телефонные номера, упоминаемые в игре, должны действительно существовать. Участники не получают особого игрового пространства или явного списка правил. Создатели и руководители ARG находятся за занавесом, само их существование до конца находится под вопросом. Под вопросом до конца должен находиться и игровой характер происходящего. Это отличает ARG от сходного явления — городских ролевых игр, где игроки точно знают, в какой игре они участвуют. Участники ARG постигают правила постепенно, методом проб и ошибок.
Ход игр в альтернативной реальности контролируется непосредственно разработчиками игры, а не искусственным интеллектом, как в компьютерных или консольных видеоиграх. Игроки напрямую взаимодействуют с персонажами игры посредством общения в сети, помогая им решать различные задачи и головоломки. Хотя основной платформой таких игр является интернет, часто ARG переходят в реальный мир. Например, игрокам могут предложить собраться в определённом месте для получения какой-либо информации.
Игроком можно стать, обратив внимание на какую-то загадку в реальности (вход в игру, который на сленге называется «кроличьей норой», отсылая к приключениям Алисы в Стране Чудес), начав разгадывать ребус, предложенный мастерами игры, которые в ARG называются «кукловодами» (puppetmasters). Тексты и действия, созданные кукловодами (в том числе и с помощью актёров), выполняют функции нитей, с помощью которых кукловод заставляет двигаться кукол (участников игры). Но участники своими действиями тоже развивают игру и заставляют кукловодов избирать те или иные продолжения.
В основном ARG проводятся с целью поддержания интереса к уже существующему продукту или с целью продвижения на рынок нового продукта. Например, игры «Lost Experience» и «FIND815» были направлены на поддержание интереса к телевизионному сериалу «Lost» и проводились в промежуток времени между завершением одного и началом следующего сезона.
Как правило, участие в ARG не требует оплаты. Расходы на проведение игр покрываются отдачей от рекламы продукта, вокруг которого проводится ARG.
Игры в альтернативной реальности предоставляют разработчикам полную свободу действий, возможность экспериментировать. Существуют компании, которые специализируются на создании подобных игр.

## История происхождения
В 2001 году, для того чтобы обеспечить выход на рынок фильма «Искусственный разум» (Стивен Спилберг) и основанной на нём серии компьютерных игр корпорации «Майкрософт», творческий директор «Майкрософта» Джордан Вайсман и гейм-дизайнер Элан Ли придумали детективную историю, которая должна была происходить на сотнях сайтов, с помощью электронной почты, мобильной связи, голосовой почты и фиктивных рекламных объявлений. Они наняли Шона Стюарта, писателя-фантаста, чтобы написать сюжет. Игра имела огромный успех, вовлекла около трёх миллионов активных пользователей со всего мира. Она получила название The Beast (Зверь). Для разгадывания загадок игры сформировалось большое и очень активное сообщество — Cloudmakers, которое остаётся активным спустя годы после окончания игры, которая длилась три месяца.
В игре The Beast было три «кроличьих норы»:
- Трейлеры и постеры фильма AI, которые содержали упоминания Джанин Сала среди имён создателей и актёров фильма;
- Один из трейлеров содержал телефонный номер. Позвонив по нему и последовав инструкциям, можно было получить e-mail, содержащий упоминание, что «Джанин — это ключ», и фразу «вы встречали её имя ранее».
- Постер фильма, посланный некоторым технологическим и развлекательным медиа, имел очень простое закодированное сообщение, утверждавшее «Эван Чан убит. Джанин — это ключ»…

Создатель сайта unfiction.com Шон Стэйси определяет ARG как вид хаотической фикции — игры с импровизацией, с неопределённым сценарием, который может развиваться так или иначе в зависимости от действий аудитории (участников). Аудитория при этом до конца не понимает, имеет ли она дело с вымыслом или с совокупностью реальных событий. Всё происходит в реальном времени и в реальном пространстве. ARG сознательно пренебрегает установлением маркеров игры на своих продуктах — меток, которые указывали бы на игровой характер происходящего.